# Proza poetycka

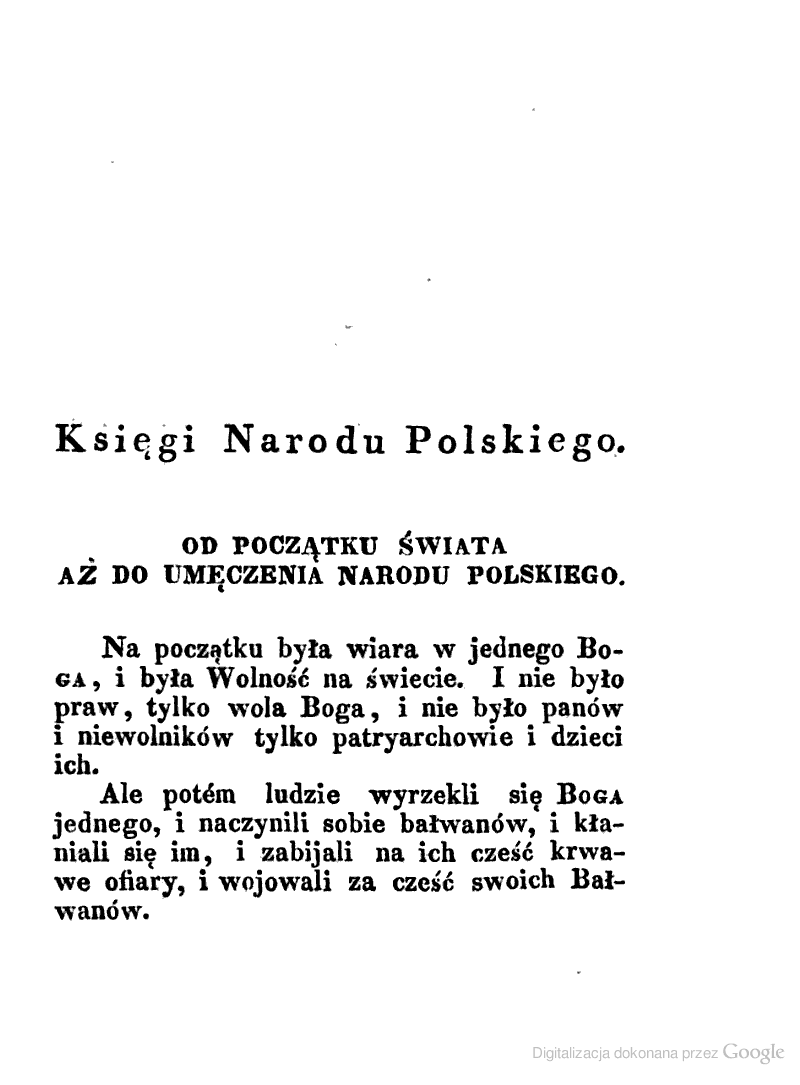
Początek tekstu Ksiąg narodu polskiego i pielgrzymstwa polskiego Adama Mickiewicza

Proza poetycka – rodzaj prozy, która obejmuje utwory o charakterze refleksyjnym, liryczno-opisowym. Utwory te są bogate w metafory, wyszukane słownictwo oraz są wyraźnie zrytmizowane.
Przykładami utworów pisanych prozą poetycką są Księgi narodu polskiego i pielgrzymstwa polskiego Adama Mickiewicza, Anhelli Juliusza Słowackiego, niektóre utwory Jana Kasprowicza. Prozą poetycką pisane są też początkowe fragmenty kolejnych aktów Nie-Boskiej komedii Zygmunta Krasińskiego, czy np. tekst Pióro z ognia Juliana Przybosia.